# Svenja Huber
Svenja Huber (født 23. oktober 1985 i Mannheim) er en tysk håndboldspiller, som spiller for Borussia Dortmund og det tyske landshold.

## References
1. ↑  "Profile". dhb.de. Hentet 14. juni 2014.
2. ↑  "Svenja Huber". eurohandball.com. Arkiveret fra originalen 15. juni 2014. Hentet 4. december 2012.